# Wiśnia wonna
Wiśnia wonna, antypka (Prunus mahaleb L.) – gatunek z rodziny różowatych, tradycyjnie bywał i bywa opisywany jako przedstawiciel rodzaju wiśnia Cerasus. Rośnie dziko w południowej Europie, południowo-zachodniej i środkowej części Azji i w Maroku. Introdukowany rośnie w Europie Północnej, Ameryce Północnej i Południowej oraz w Australii. W Polsce ma status zadomowionego gatunku obcego. Spotykany jest w całym kraju, zwłaszcza jednak w województwach zachodniopomorskim, wielkopolskim i kujawsko-pomorskim.

## Morfologia

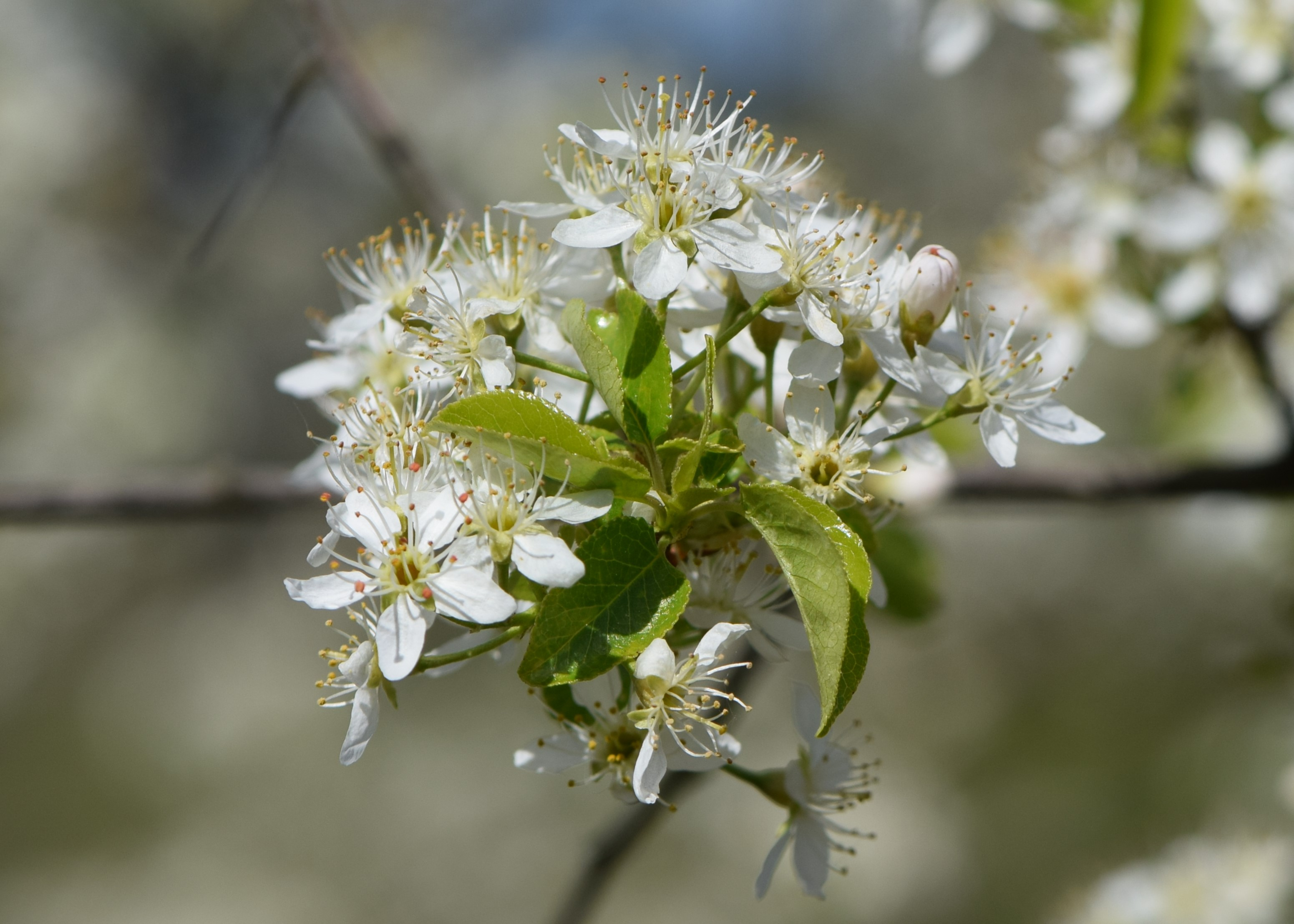
Kwiaty

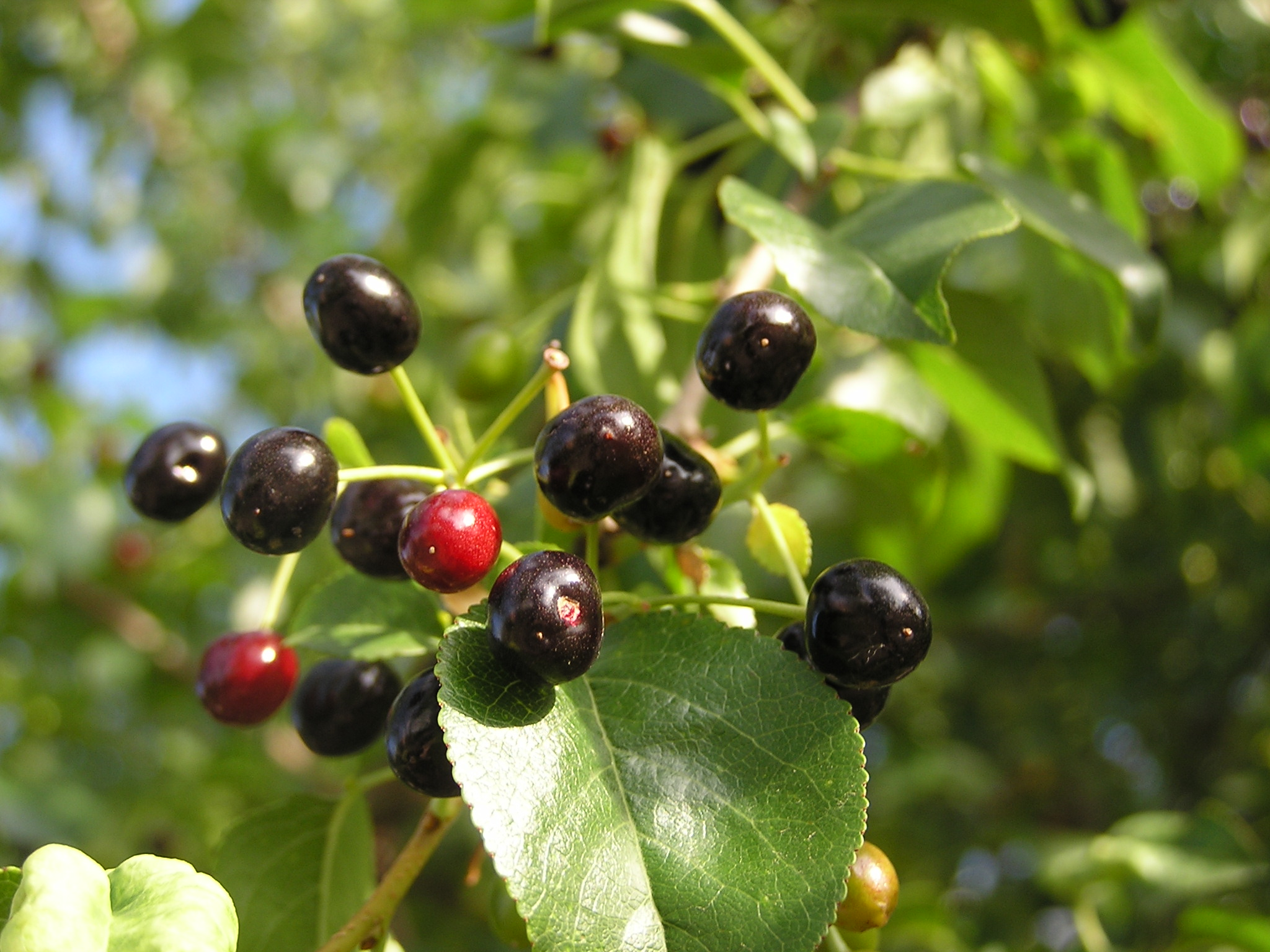
Owoce

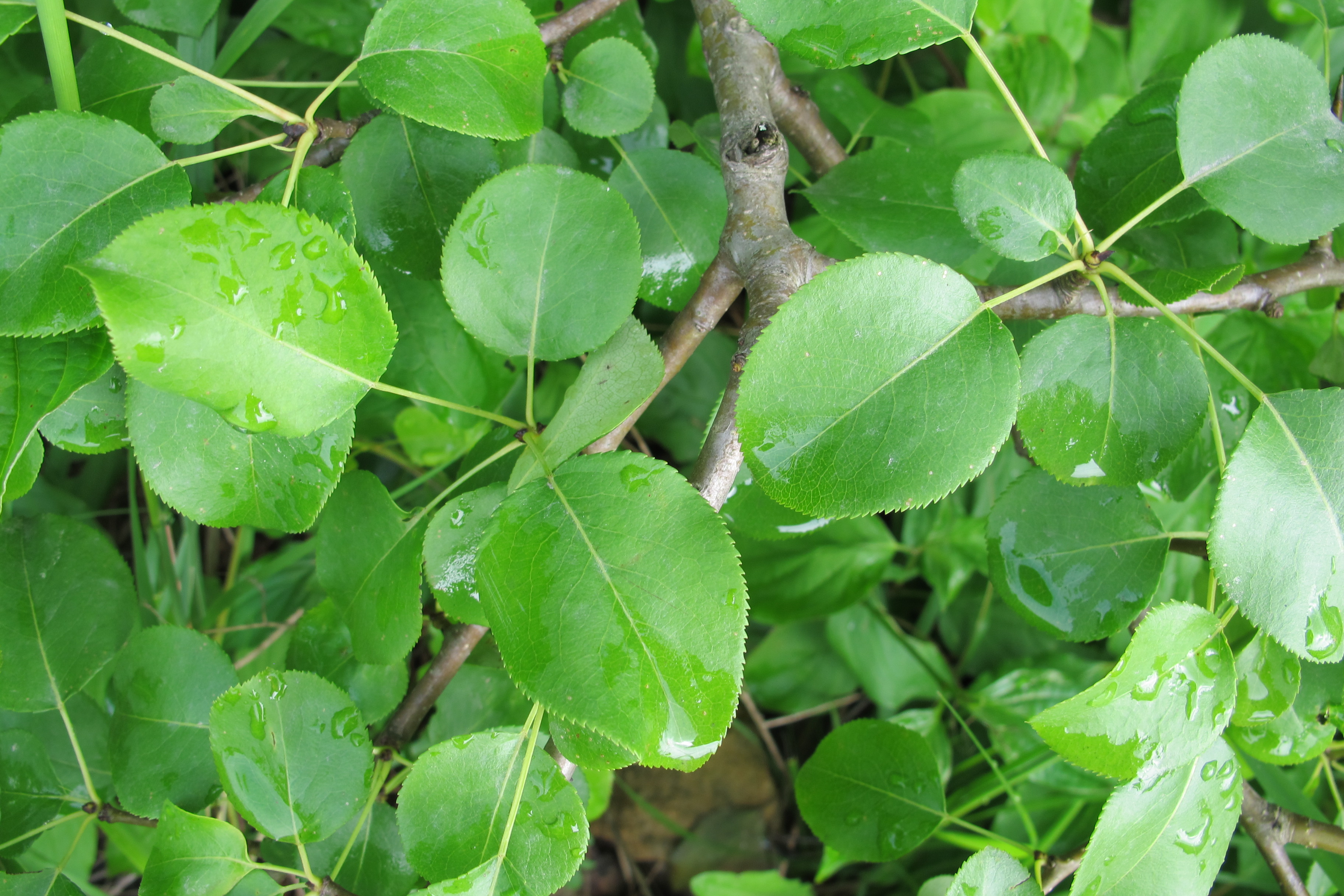
Liście

PokrójKrzew lub drzewo z szeroką koroną, wysokości 3–10 m.
LiścieDrobne, połyskujące, kształtu okrągławego lub jajowatego, ostro zakończone.
KwiatyKoloru białego zebrane w baldachach po 3–12 sztuk.
OwocPestkowiec o średnicy 8–10 mm, po dojrzeniu czarny. Miąższ otaczający nasiono cienki i bardzo kwaśny.

## Zastosowanie
Gatunek uprawiany jako ozdobny. Posiada małe wymagania glebowe i jest odporny na mróz. W Polsce forma hodowana jako krzew ozdobny lub jako podkładka dla wiśni i czereśni. Szczepione na antypce dają formy karłowate. Z pędów antypki wyrabia się cybuchy do fajek, uchwyty do lasek, ozdobne pudełka. W krajach południowo-wschodniej Europy i w Turcji gatunek ten uprawiany jest jako roślina przyprawowa – nasiona po wysuszeniu i zmiażdżeniu stosowane są do wyostrzenia smaku wyrobów cukierniczych. Nasiona mają bardzo silny aromat przypominający zarówno gorzkie migdały, jak i wiśnie. Owoce są mało przydatne w celach kulinarnych, ponieważ w smaku są zbyt cierpkie i gorzkie; niekiedy bywają przerabiane na likier. Ponieważ wiśnia wonna zawiera kumarynę, znajduje czasem zastosowanie przy produkcji perfum.